# معبد گارنی
معبد گارنی (به ارمنی: Գառնիի հեթանոսական տաճար - به انگلیسی Temple of Garni)، نام یکی از آثار باستانی با معماری هلنی در «قلعهٔ گارنی»؛ که در ۲۷ کیلومتری شرق ایروان، در بین کوه‌های گغاما، در کنار روستای گارنی، قرار دارد.

## تاریخ
قلعهٔ گارنی، در سده سوم پیش از میلاد، در دورهٔ حکومت دودمان اَروَندی بنا شده‌است. در زمان جنگ‌های ایران و روم، در سده اول میلادی، قلعه به اشغال نیروهای روم به فرماندهی جنائوس دومیتیوس کوربولو درآمد که آن را ویران کرد اما پس از عقد پیمان راندیا در ۶۲ میلادی، نرون امپراتور روم، هزینهٔ بازسازی قلعه را پرداخت و تیرداد یکم پادشاه ارمنستان، در ۷۵ میلادی اقدام به بازسازی قلعه و بنای ساختمان‌های کاخ و معبد مهر در آن کرد که سنگ‌نوشته‌هایی نیز به زبان یونانی باستان در این خصوص از وی به دست آمده است. در ۳۰۱ میلادی، مسیحیت دین رسمی ارمنستان اعلام شد و کلیهٔ معابد ویران یا تبدیل به کلیسا شدند اما به علت نامعلومی معبد گارنی دست نخورده باقی ماند. موسی خورنی، در کتاب تاریخ ارمنستان، به استفاده از این معبد به منزلهٔ کاخ خصوصی خسرو-ویدوخت، خواهر تیرداد سوم، پادشاه ارمنستان، پس از رسمی شدن دین مسیحیت در ارمنستان اشاره کرده‌است.
در سده‌های چهارم و پنجم میلادی کمی دورتر از معبد، در سمت شمال غربی آن و در شرق ساختمان‌های کاخ، نمازخانهٔ بسیار کوچکی به شکل بازیلیکا بنا شد که ویرانه‌های آن هنوز در محل باقی است. در دورهٔ تسلط ساسانیان بر ارمنستان، قلعه تبدیل به قرارگاه نظامی شد اما در ۵۹۱ میلادی با تقسیم ارمنستان بین امپراتوری‌های ایران و روم قلعه به صورت پایگاه نظامی رومیان درآمد. با استقلال ارمنستان، در سده نهم میلادی و پایان تسلط اعراب، به دستور آشوت یکم قلعه بازسازی شد و دوباره مورد استفاده قرار گرفت. در پایان سده نهم میلادی، به دستور «جاثلیق ماشتوتس یغیوارتسی» کلیسایی با پلان دایره‌ای شکل با قطر بیست متر در مجاورت معبد و نمازخانه بنا شد که بخشی از ویرانه‌های کاخ در زیر آن قرار گرفت.
با سقوط دودمان باگراتونی (بغ‌دادی) قلعه چندین بار بین امپراتوری روم شرقی، سلجوقیان، گرجی‌ها و ارمنیان دست به دست شد تا اینکه در سده سیزدهم میلادی مغولها آن را اشغال و ویران کردند اما معبد گارنی همچنان پابرجا باقی ماند تا اینکه بر اثر زلزلهٔ مهیب ۴ ژوئن ۱۶۷۹ میلادی به کلی ویران شد.

## بازسازی معبد
معبد گارنی، در سال ۱۸۳۴ میلادی، مورد مطالعهٔ فردریک دوبوو دِ مونپرکس، قرار گرفت. پس از وی، در نیکولاس مار، باستانشناس روس، آن را مورد بررسی قرار داد. در ۱۹۳۳–۱۹۳۴ میلادی نیکوغایوس بنیادیان، معمار ارمنی، برای بازسازی معبد مطالعاتی را آغاز کرد اما کار وی نیمه تمام ماند. در ۱۹۴۹ میلادی، مؤسسهٔ باستان‌شناسی ارمنستان باردیگر بررسی بازسازی معبد را آغاز کرد و در نهایت مشخص شد بازسازی آن به علت وجود عمدهٔ سنگ‌های معبد در محل ممکن است. پس از صرف زمانی طولانی برای مطالعهٔ یک به یک سنگ‌ها، مرتب کردن آن‌ها و تأمین بودجه سرانجام بازسازی معبد از ۱۹۶۹ میلادی، به سرپرستی ساهینیان، آغاز شد و طی شش سال کار مداوم و با صرف هزینه‌های سنگین معبد شکل اولیهٔ خود را بازیافت.

## سبک معماری

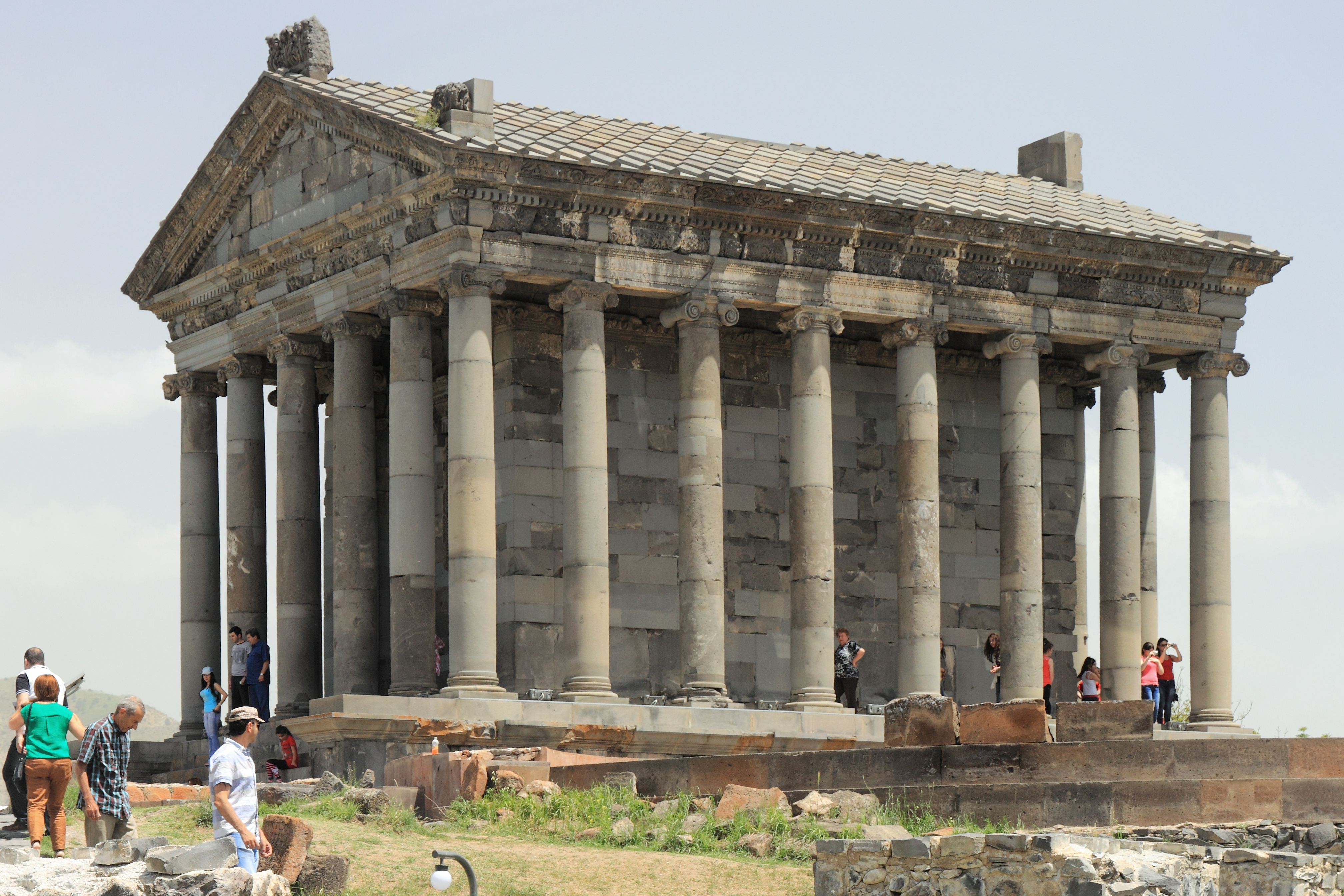
معبد گارنی در سال 2014

### قلعهٔ گارنی
پلان قلعه به شکل مثلثی است که قاعدهٔ آن در سمت شمال قرار دارد و با دیواری از سنگهای خوشتراش به ارتفاع ۱۲ تا ۱۴ متر و طول ۳۱۴ متر محصور بوده‌است و چهارده برج با پلان مربع شکل داشته‌است. دو ضلع دیگر قلعه به علت وجود دره‌های عمیق فاقد دیوار دفاعی است. عمق دره در سمت جنوبی به سیصد متر می‌رسد و کلیهٔ بناهای اصلی قلعه در این قسمت قرار دارند.

### معبد گارنی
معبد گارنی مستطیل شکل و دارای ابعاد ۱۱/۵×۱۵/۷ متر با ارتفاع ۲/۸ متر است که سنگهای سطح خارجی آن از سنگهای خوشتراش و خشکه‌چین با بستهای فلزی تشکیل شده ولی در وسط آن سنگهای لاشه همراه با ملات به کار برده‌اند. سکو دارای نه ردیف پلکان است که هریک به ارتفاع سی سانتیمتر در بخش شمالی و رو به روی رواق ورودی معبد قرار دارد. بر روی سکو و در چهار طرف آن در جمع ۲۴ ستون به فاصلهٔ ۲/۸ متر از یکدیگر (به غیر از ضلع شمالی) به صورت چهار ستون در هر یک از اضلاع شمالی و جنوبی و شش ستون در هر یک از اضلاع شرقی و غربی قرار دارند که اتاق یا فضای داخلی معبد را از چهار طرف احاطه کرده‌اند. هر ستون از ته ستون، تنه (مشتمل بر چهار قسمت در جمع به ارتفاع ۵/۷۸ متر) و سرستون تشکیل شده‌است. برای افزایش مقاومت ستون‌ها، در زیر فشار سنگین سقف، قطر تنهٔ ستون‌ها در قسمت پایین ۶۹/۲ سانتیمتر است، در ارتفاع ۱/۳ متری بیشتر می‌شود و به ۷۰/۴ سانتیمتر می‌رسد و با حرکت به سمت بالا دوباره از قطر آن کاسته می‌شود و در قسمت سرستون به ۶۱ سانتیمتر می‌رسد.

### حمام
قلعه گارنی به منزله اقامتگاه تابستانی پادشاهان ارمنستان از اهمیتی ویژه برخوردار بود و در سده سوم میلادی، در کنار ساختمان کاخ، حمامی با سبک معماری بومی در آن احداث شد. کف حمام با سنگ‌های رنگی تزیین شده بود که در بخش‌های باقی مانده آن تأثیر هنر هلنی به صورت تصویر خدایان یونانی اقیانوس‌ها و دریاها به همراه نوشته‌هایی به زبان یونانی به چشم می‌خورد.

## نگارخانه

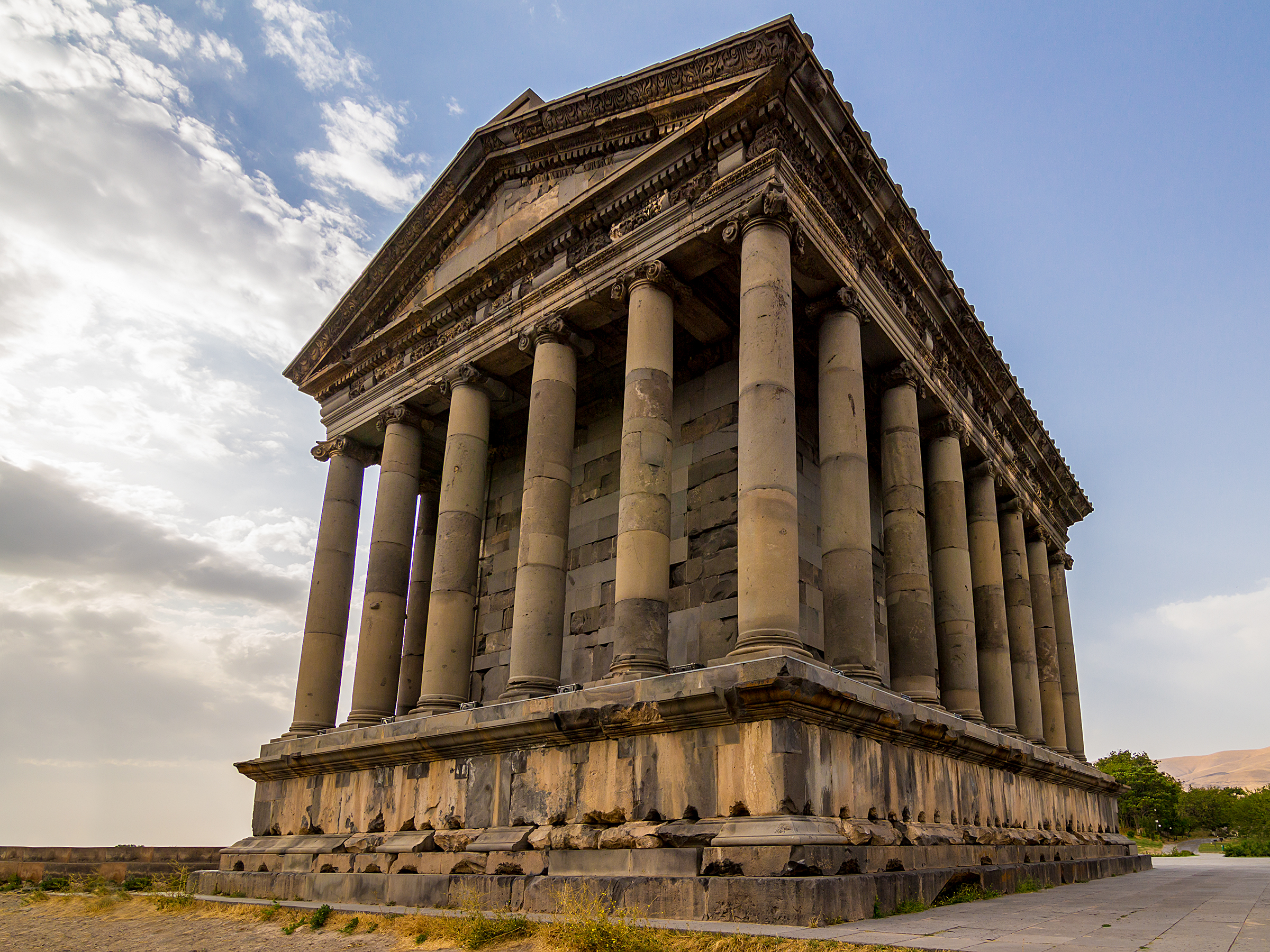
معبد گارنی
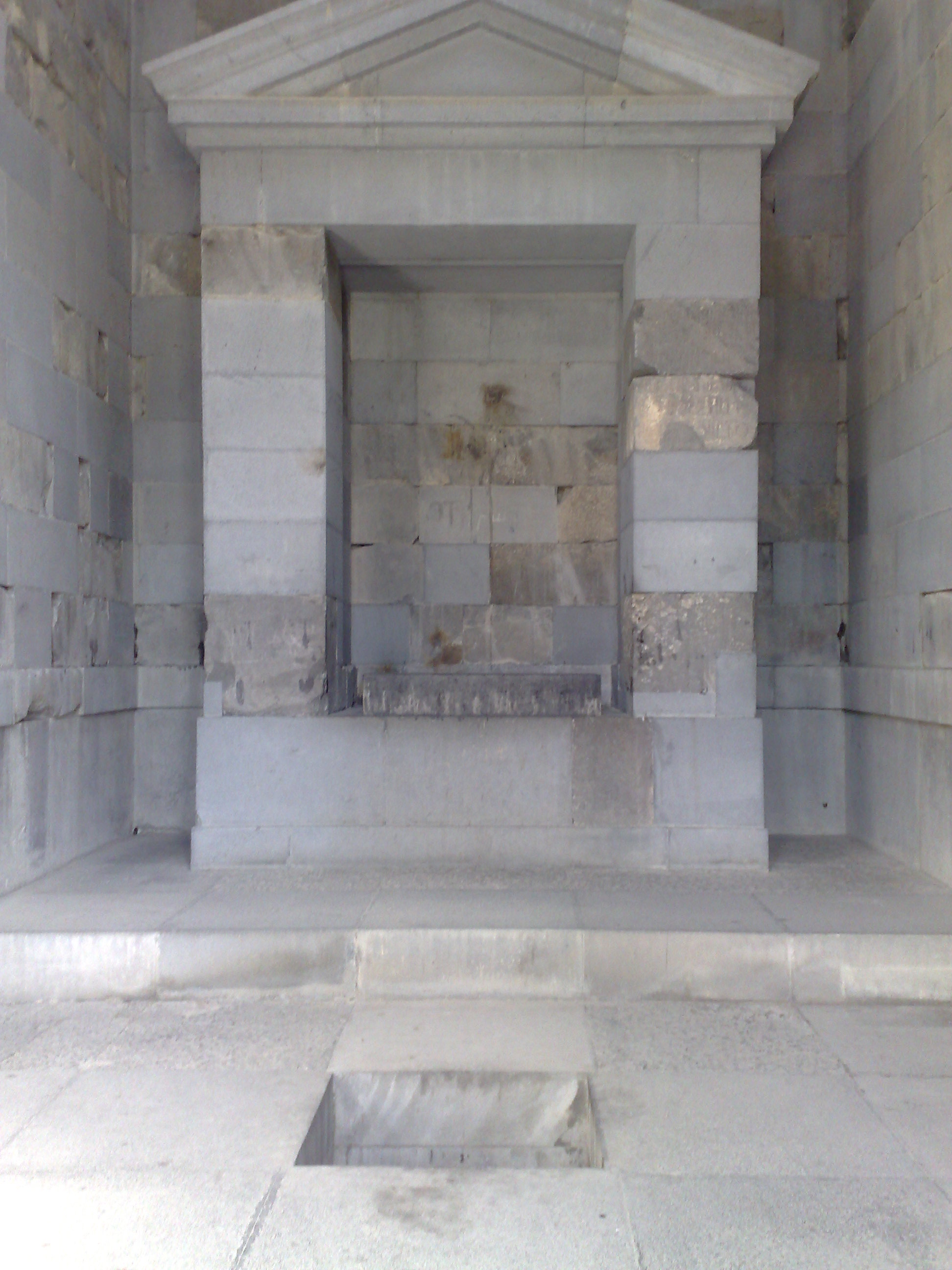
طاقچه با سقف شیبدار در داخل اتاق رو به روی ورودی، که محل مجسمهٔ مهر بوده است.برای خارج ساختن آب بارانی که از طریق نورگیر به داخل می‌ریزد آبراهی مستطیل شکل در کف اتاق تعبیه شده که با مجرایی به قطر پنج سانتیمتر آب باران را از سمت جنوبی سکو به بیرون هدایت می‌کند.
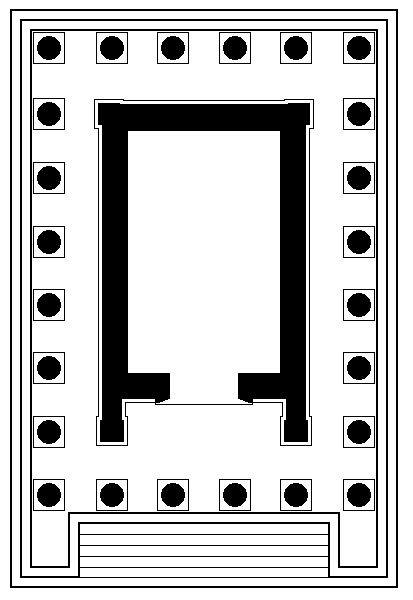
پلان معبد
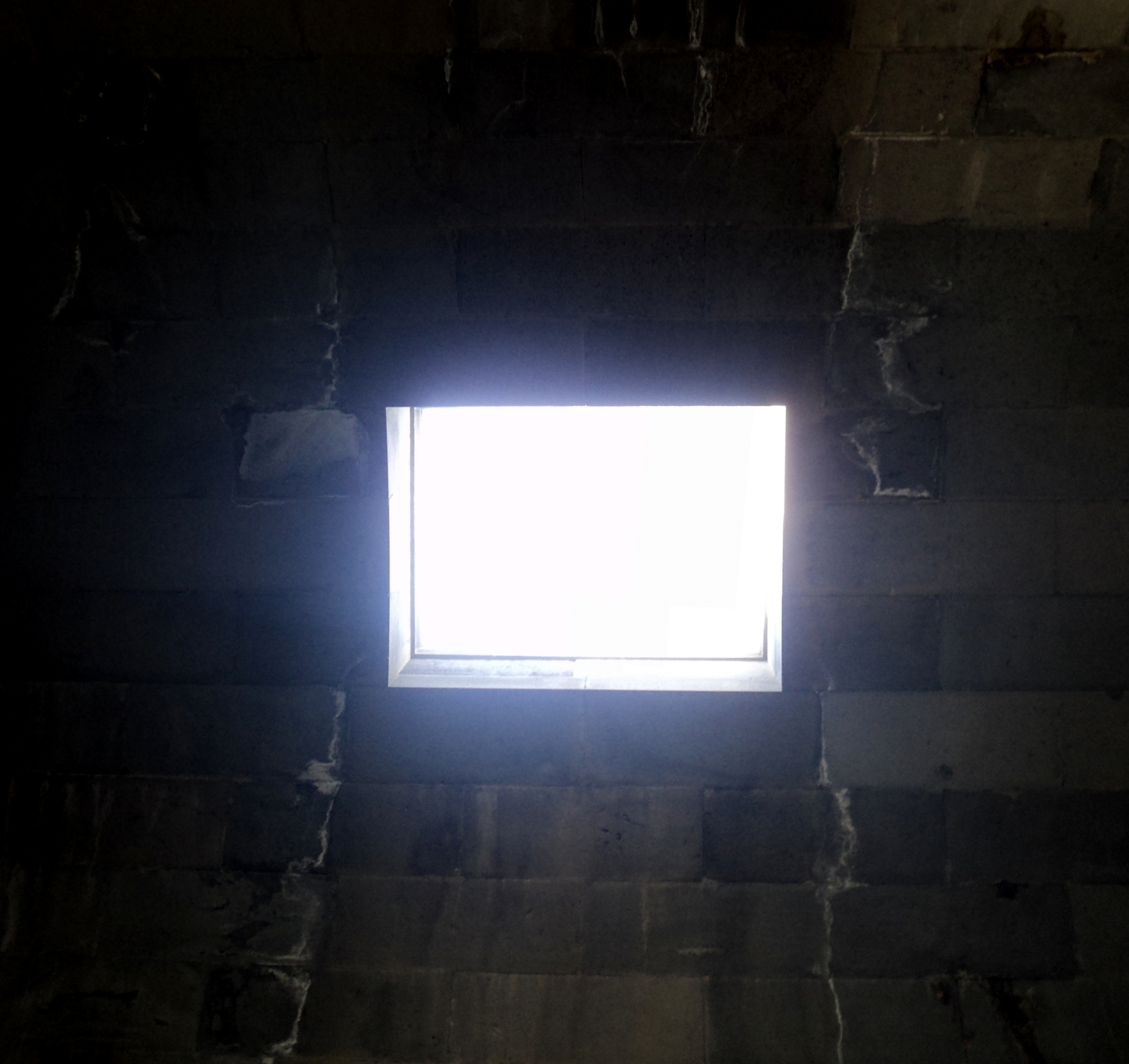
در وسط سقف معبد گارنی نورگیری قرار داده شده که نه تنها روشنایی فضای داخلی را تأمین می‌کند بلکه در ساعاتی از فصول سال، نور آفتاب از طریق آن بر روی طاقچهٔ محل قرار گرفتن مجسمهٔ مهر می‌تابیده است.
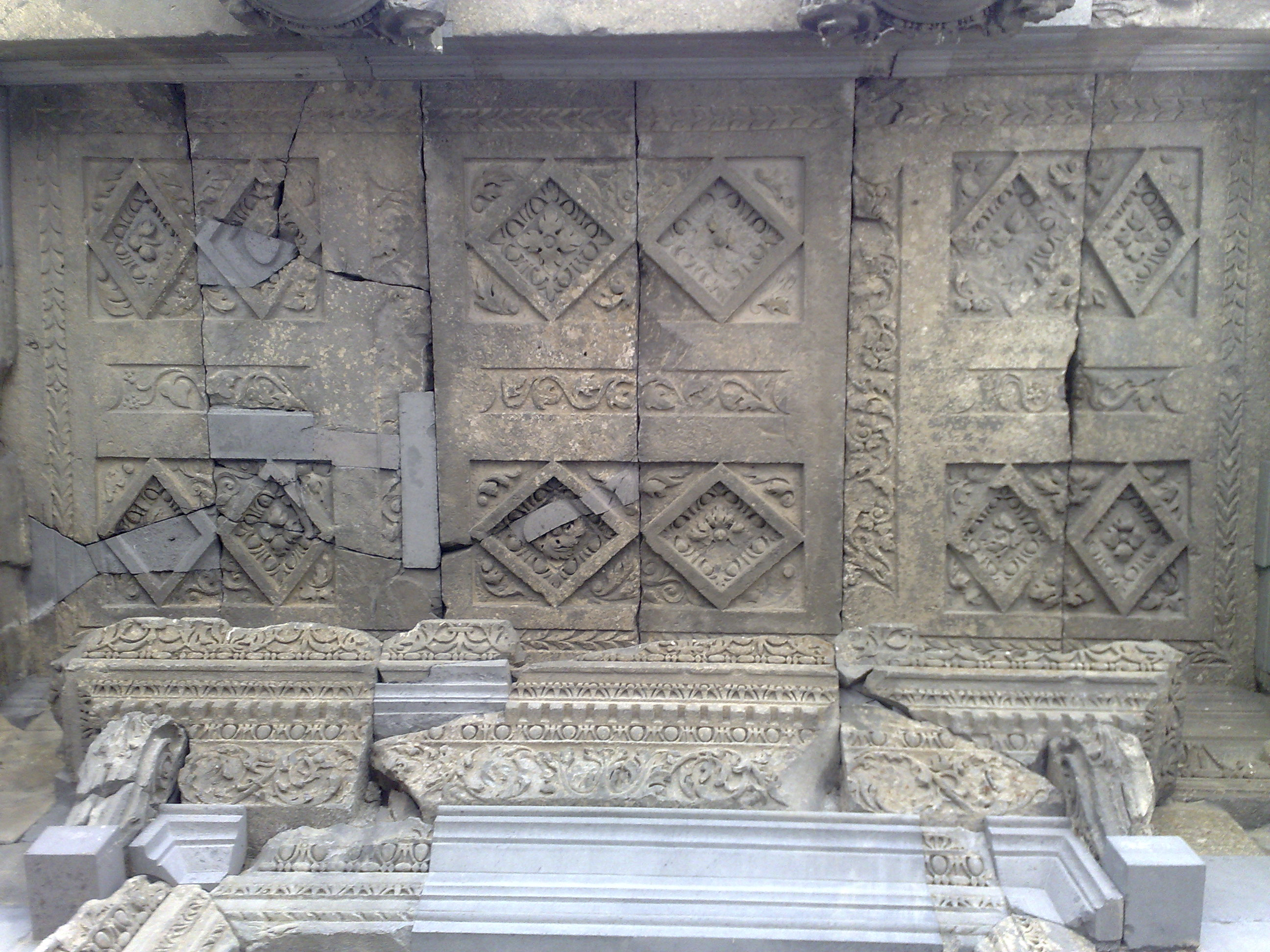
سقف طاقدار
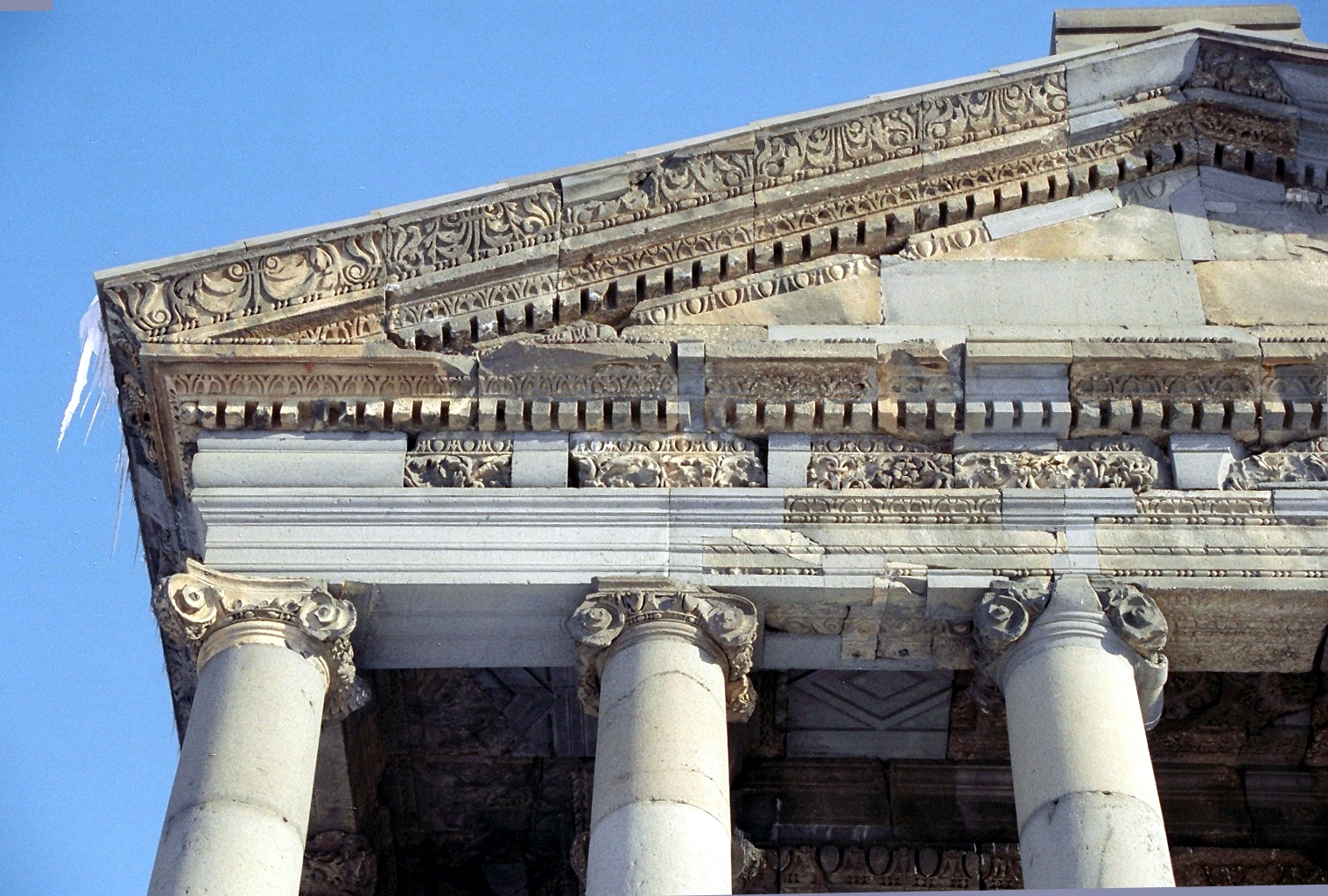
در چهار گوشهٔ سقف و دو سمت نوک مثلث سقف، تزیینات گیاهی با برگ درختان بلوط قرار داده شده است.
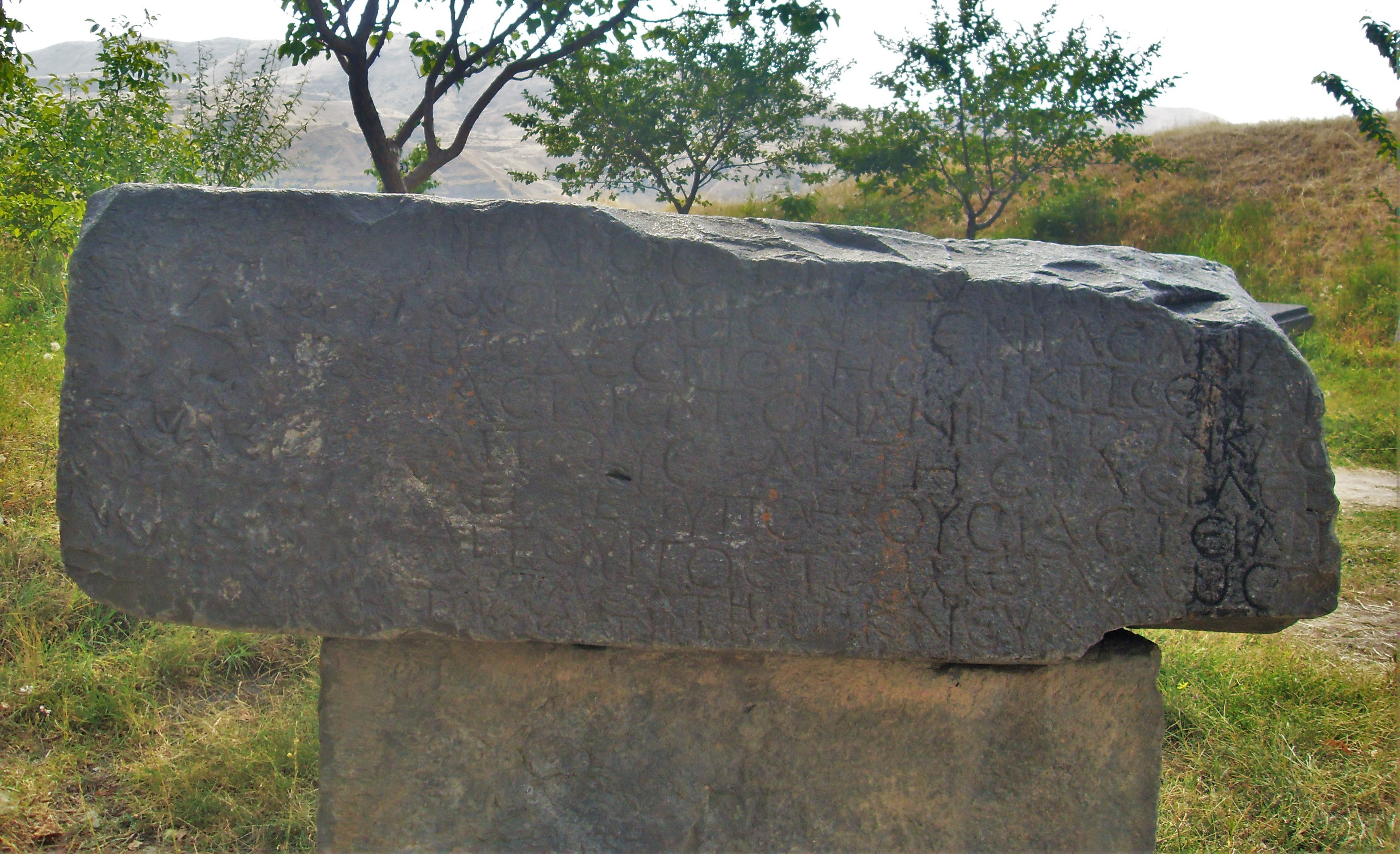
سنگ نوشته